# وينستون ديفيس
وينستون ديفيس (18 سبتمبر 1958 في سانت فينسنت والغرينادين - ) (بالإنجليزية: Winston Davis)‏ هو لاعب كريكت نيوزلندي. شارك مع منتخب الهند الغربية للكريكت وWindward Islands cricket team ‏. أما مع النوادي، فقد لعب مع فريق تسمانيا للكريكت ونادي مقاطعة غلاموركن للكريكت ‏ ونادي مقاطعة نورثامبتونشير للكريكت ‏ وCombined Islands cricket team ‏ وWellington cricket team ‏.

## وصلات خارجية
- وينستون ديفيس على موقع إي آس بي آن كريك إنفو (الإنجليزية)